# Callipallene catulus
Callipallene catulus là một loài nhện biển trong họ Callipallenidae. Loài này thuộc chi Callipallene. Callipallene catulus được miêu tả khoa học năm 2003 bởi Lee & Arango.